# Клементьев, Николай Николаевич
Николай Николаевич Клементьев (1897 — 1954) — член Военного совета ряда фронтов и военных округов, генерал-майор (06.12.1942).

## Биография
Родился в 1897 г. в русской рабочей семье. Образование получил в учебной команде в 1916. В РККА с 1918, член РКП(б) с 1919. Участник Гражданской войны в составе различных частей и соединений на Юго-Восточном и Туркестанском фронтах.
С ноября 1924 инструктор-организатор политотдела 81-й территориальной стрелковой дивизии. Ответственный секретарь партийной комиссии 17-й Нижегородской стрелковой дивизии. С октября 1928 года военком 51-го стрелкового полка. С мая 1930 года военком 54-го стрелкового полка. С мая 1932 года помощник командира по политчасти и начальник политотдела 48-й стрелковой дивизии. С октября 1934 года помощник командира по политчасти и начальник политотдела 13-й механизированной бригады. С августа 1937 года военком (комиссар) 3-го стрелкового корпуса.
С декабря 1939 года начальник политуправления (член Военного совета) 13-й армии. В этой и следующей должности участвовал в Советско-финской войне (1939—1940). С февраля 1940 член Военного совета 7-й армии действовавшей на Карельском перешейке. В апреле 1940 года участвовал в работе совещаний и комиссий Главного военного совета по сбору опыта боевых действий против Финляндии. С 8 мая 1940 по 15 января 1941 — член Военного совета Архангельского военного округа. С 15 января по 24 июня 1941 — член Военного совета Ленинградского военного округа.
Участник Великой Отечественной войны. С 24 июня по 26 августа 1941 — член Военного совета Северного фронта, в который был преобразован Ленинградский военный округ. В целях повышения оперативности управления войсками 26 августа 1941 фронт был разделён на два — Ленинградский и Карельский. С 27 августа по 4 сентября 1941 — член Военного совета Ленинградского фронта. С 16 сентября 1941 по 4 сентября 1942 — член Военного совета 42-й армии, защищавшей ближайшие подступы к Ленинграду со стороны Пулковских высот. С конца 1942 — член Военного совета 2-й резервной армии. С 29 апреля по 5 июня 1943 — член Военного совета 63-й армии (2-го формирования). С августа 1943 — член Военного совета Орловского военного округа. С марта по июль 1944 — член Военного совета Киевского военного округа. С ноября 1944 по март 1945 — начальник группы представителей Уполномоченного СНК СССР по делам репатриации при СНК Латвийской ССР. С марта 1945 — начальник отдела (представитель Уполномоченного СНК СССР) по делам репатриации при Военном совете 3-го Белорусского фронта.
После войны на различных командных должностях в Советской армии, являлся членом Военного совета ряда внутренних военных округов.
Скончался 6 декабря 1954 г. в Горьком (ныне Нижний Новгород), похоронен на Старосормовском кладбище.

## Воинские звания
- бригадный комиссар — 02.01.1936
- дивизионный комиссар — 19.02.1940
- корпусной комиссар — 1941
- генерал-майор — 06.12.1942[2]

## Награды
- два ордена Ленина
- три ордена Красного Знамени
- медаль «XX лет Рабоче-Крестьянской Красной Армии» (22.02.1938)
- медаль «За оборону Ленинграда»
- медаль «За победу над Германией в Великой Отечественной войне 1941—1945 гг.»